# 科莉·卡維拉朗
科莉·卡維拉朗（印尼語：Corry Kawilarang，1935年—），是一位印尼已退役女子羽球運動員。

## 簡歷
科莉·卡維拉朗最大成就可以追溯到1962年。在有史以來的第一屆亞洲羽球錦標賽上，她與哈琵·赫洛瓦蒂一起獲得女子雙打冠軍。然而，在同年的亞洲運動會羽球比賽上，兩人僅次於同胞米納妮·蘇達揚托和芮特諾·庫斯蒂加而獲得女子雙打銀牌。